# 글래든 제임스

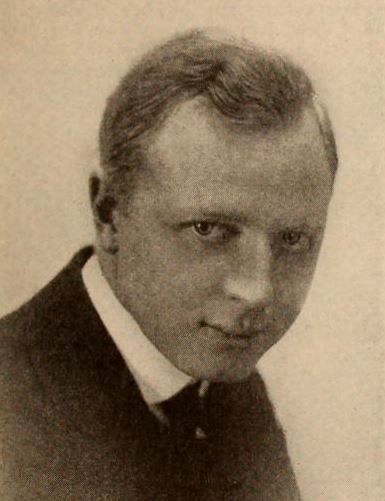

글래든 제임스(Gladden James, 1888년 2월 26일 ~ 1948년 8월 28일)는 미국의 배우, 영화배우이다.
할리우드에서 사망하였다. 사인은 백혈병이다.

## 영화
- 마사 아이버스의 위험한 사랑 (1946년)
- 트루 투 더 아미 (1942년)
- 스웨터 걸 (1942년)
- 라이프 비긴즈 포 앤디 하디 (1941년)
- 아이 원티드 윙스 (1941년)
- 메릴랜드 (1940년)
- 스워니 리버 (1939년)
- 캡틴 재뉴어리 (1936년)
- 쓰리 스마트 걸스 (1936년)
- 뮤직 이즈 매직 (1935년)
- 체인드 (1934년)
- 지옥의 시장 (1933년)
- 베가본드 러버 (1929년)
- 위어리 리버 (1929년)